# Schuyler, New York
Schuyler är en kommun (town) i Herkimer County i den amerikanska delstaten New York med en yta av 104,3 km² och en folkmängd som uppgår till 3 385 invånare (2000). Schuyler grundades år 1792.